# Ébola en España
El ébola en España ha aparecido de diversas formas y de manera puntual durante el brote de ébola en África Occidental de 2014. Desde su identificación en 1976, jamás se había producido un caso de contagio humano del virus del Ébola fuera del continente africano —excepto casos no mortales de la cepa Reston ebolavirus en Estados Unidos y Filipinas— hasta el de una auxiliar de  enfermería del Hospital Carlos III de Madrid, informado el día 6 de octubre de 2014 y producido en suelo español.

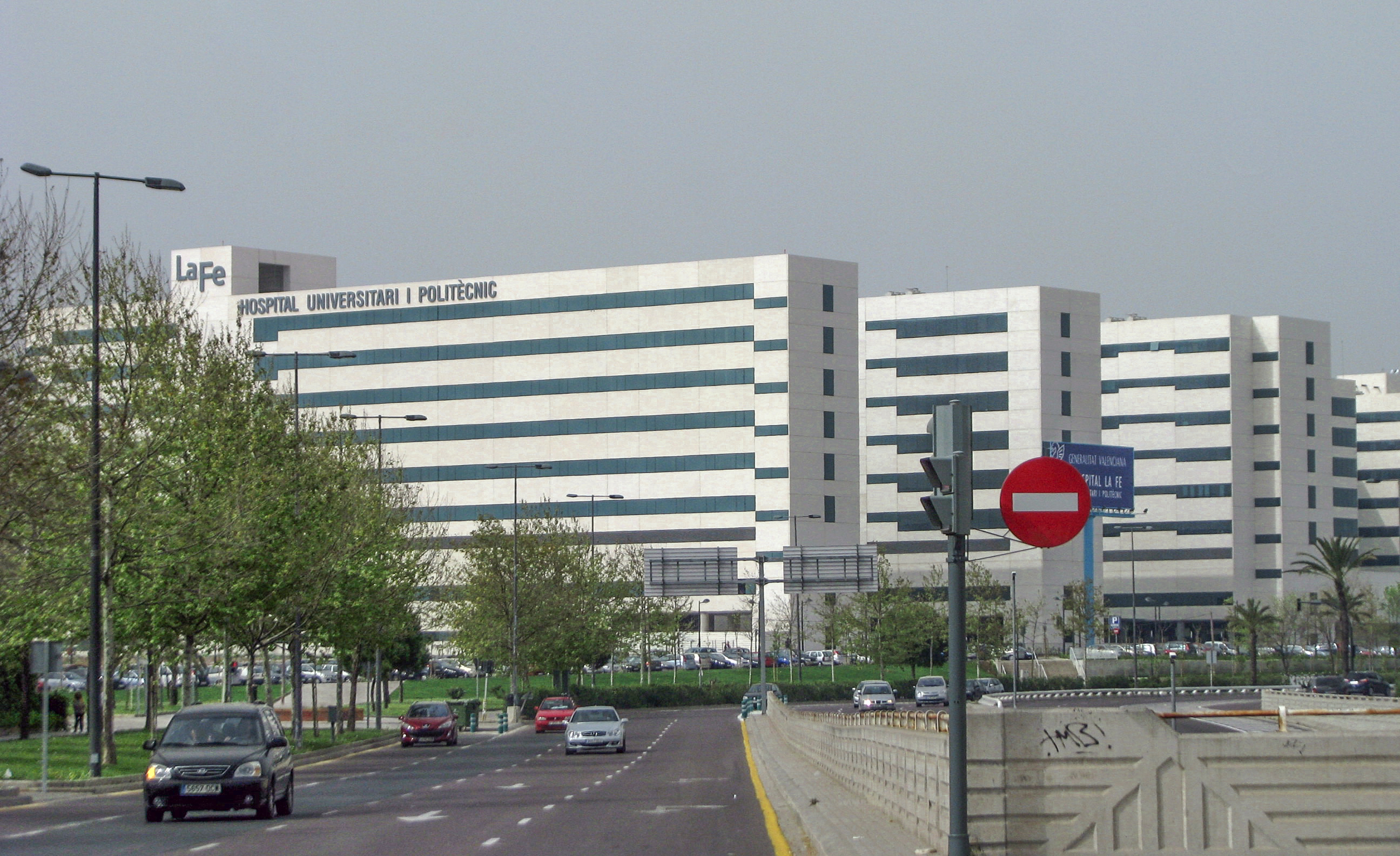
Hospital La Fe de Valencia.

Un día antes de la comunicación del primer contagio, un estudio situó al país europeo en el puesto 19.º de entre los 30 Estados con mayor riesgo de contagio.
El 2 de diciembre, tras pasar 42 días desde la curación de la auxiliar de enfermería contagiada y a la espera de dar por finalizada la cuarentena de una cooperante de Médicos Sin Fronteras, la OMS comunicó al ministerio de Sanidad, Servicios Sociales e Igualdad que España había pasado a considerarse «país libre de ébola».

## Casos

### Falsa alarma de ébola en Valencia
En Europa, el protocolo por sospecha de ébola se activó por primera vez en la historia en Valencia (España), el 25 de junio de 2014. El paciente que hizo saltar la alarma, pasajero de un vuelo procedente de Marruecos, fue trasladado al hospital La Fe de Valencia, hasta que se le dio el alta. Según el Centro Europeo para la Prevención y Control de Enfermedades (ECDC), era el único caso sospechoso registrado a nivel europeo hasta ese momento.

### Primera repatriación
Un mes después de la falsa alarma en Valencia por un posible contagio del Ébola, finalmente se confirmó un caso. El 5 de agosto de 2014, la Orden Hospitalaria de San Juan de Dios confirmó que Miguel Pajares, un español religioso de 75 años, natural de Toledo, que se encontraba en la República de Liberia participando en las labores de control de la epidemia de ébola que azotaba dicho país en 2014, se había contagiado. Pajares fue repatriado a España el 7 de agosto de 2014, junto a la religiosa hispano-ecuatoguineana Juliana Bonoha, mediante un avión medicalizado de la UMAER (Unidad de Aeroevacuación Médica) del Ejército del Aire Español en una operación que se llevó a cabo en 48 horas. Pajares y Bonoha fueron aislados y tratados en el Hospital Carlos III de Madrid, y a Pajares se le aplicó el suero experimental enviado desde EE. UU. pero a pesar de ello murió a los pocos días, el 12 de agosto de 2014. La hermana Juliana Bonoha, se confirmó que no estaba infectada, siendo dada de alta el 28 de agosto.

### Alarmas en Salamanca, Alicante y Bilbao
El 12 de agosto fue ingresado en el Hospital Clínico Universitario de Salamanca un joven nigeriano con cuadro febril. Se activó el protocolo de aislamiento, manteniendo al paciente en una habitación de la sexta planta del complejo hospitalario. Tras realizar las pruebas de ébola y malaria, se descartaron ambas enfermedades. Asimismo, el 25 de agosto, en el mismo centro hospitalario de la capital charra, acudió a urgencias una mujer procedente de Gabón, tras haber estado ingresada por fiebre. Tras las pruebas pertinentes, los médicos comunicaron que no padecía «los criterios epidemiológicos establecidos», descartando que la paciente padeciera ébola.
El 16 de agosto fue ingresado en el Hospital Universitario de San Juan de Alicante (enviado desde el Hospital General Universitario de Alicante) un hombre de origen nigeriano, con síntomas de poder tener ébola, lo que más tarde fue descartado como una falsa alarma.
El 18 de agosto de 2014, a pesar de que el afectado informó desde un primer momento de que su enfermedad era malaria, el Servicio Vasco de Salud activó el protocolo de actuación contra el ébola y aisló en el Hospital Universitario Basurto (Bilbao) a esta persona, que presentaba un cuadro de fiebre. El enfermo regresaba de un viaje a Nigeria y Sierra Leona. También este caso resultó una falsa alarma.

### Principios de septiembre
Ya a principios de septiembre, se siguieron informando nuevos posibles casos de ébola en Pamplona, Mallorca y Murcia, luego descartados.

### Segunda repatriación
El 20 de septiembre, se confirmó que otro misionero español, Manuel García Viejo, director médico del Hospital San Juan de Dios de Lunsar, Sierra Leona, también estaba infectado de ébola. El religioso, natural de Folgoso de la Ribera, León y la Orden Hospitalaria de San Juan de Dios pidieron su repatriación a España. Fue trasladado a España y falleció el 25 de septiembre de 2014.

### Primer caso de contagio en España

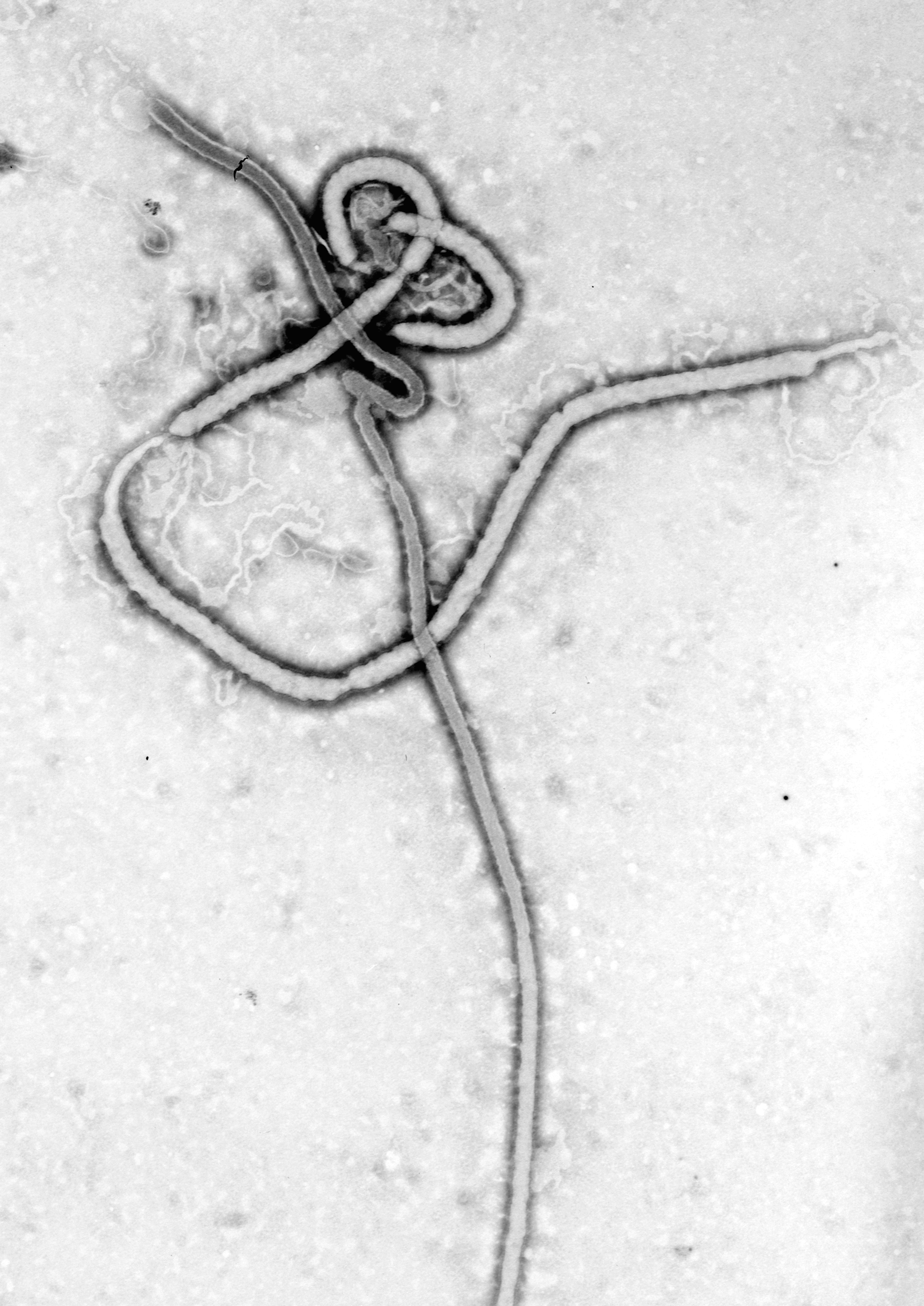
Micrografía electrónica de una partícula viral o virión del Ébola.

El 6 de octubre, se informó que una de las auxiliares de enfermería del Hospital Carlos III que había atendido al misionero Manuel García Viejo había sido contagiada, según anunciaba una primera prueba realizada a la trabajadora sanitaria. Se trataba así del primer caso de contagio en el territorio nacional y en Europa. La paciente, de nombre María Teresa Romero Ramos, ingresó con fiebre en las urgencias del Hospital Universitario Fundación Alcorcón y, remitida al Instituto Carlos III, dio positivo en la primera y segunda prueba.
Según fuentes sanitarias, se activó el protocolo ante un caso de ébola. Posteriormente, la Comisión Europea solicitó información sobre el protocolo que se llevó a cabo con el misionero repatriado, y cómo había sido posible el contagio si, en teoría, se realizó correctamente.
El 7 de octubre, otros tres casos se mantenían en estudio. El marido de la auxiliar de enfermería infectada, Javier Limón, y un ingeniero que viajó a la zona del brote estaban aislados en centros hospitalarios de Madrid. Este último dio negativo en un primer análisis y se baraja la posibilidad de que padezca malaria. El tercer caso fue el de, también, una enfermera del Hospital Carlos III que atendió a los dos repatriados. Presentó cuadro de diarrea y no tenía fiebre, pero las autoridades sanitarias también activaron el protocolo de actuación. Tras realizar la pruebas pertinentes, Sanidad descartó el contagio de esta segunda enfermera.
La auxiliar de enfermería contagiada recibió como tratamiento experimental el suero inmunológico de Paciencia Melgar, misionera que superó la enfermedad tras contagiarse en la ciudad liberiana de Monrovia, tras descartar el suero experimental ZMapp, ya que está agotado. En vez de eso, se le suministró el fármaco antiviral experimental Favipiravir, en dosis nunca antes usadas con otros pacientes. Asimismo, las autoridades comunicaron que desinfectarían las zonas comunes de la finca donde vive la contagiada y que sacrificarían el perro con el que vivía y que seguía en la vivienda.
Ese mismo día, enfermeras del Hospital de Alcorcón denunciaron que la infectada por ébola fue tratada en las urgencias del hospital sin medidas de seguridad y que la gerencia del hospital no informaba del caso a los médicos y enfermeros. La forma de comunicarse, según declara el propio personal sanitario, era a través de un grupo de WhatsApp. Hasta el momento de la confirmación del contagio, la paciente estaba aislada por un biombo y un par de cintas de seguridad y atendida por personal sin ningún tipo de protección. El personal sanitario que la atendió no empleó ningún tipo de traje individual de bioseguridad. Tan sólo algún enfermero utilizó una mascarilla para entrar en su habitación. Por último, aseguran que se derivó a la auxiliar de enfermería desde el Hospital Carlos III hasta el suyo de referencia, el de Alcorcón, diciéndole que «si daba positivo volviera al Carlos III».

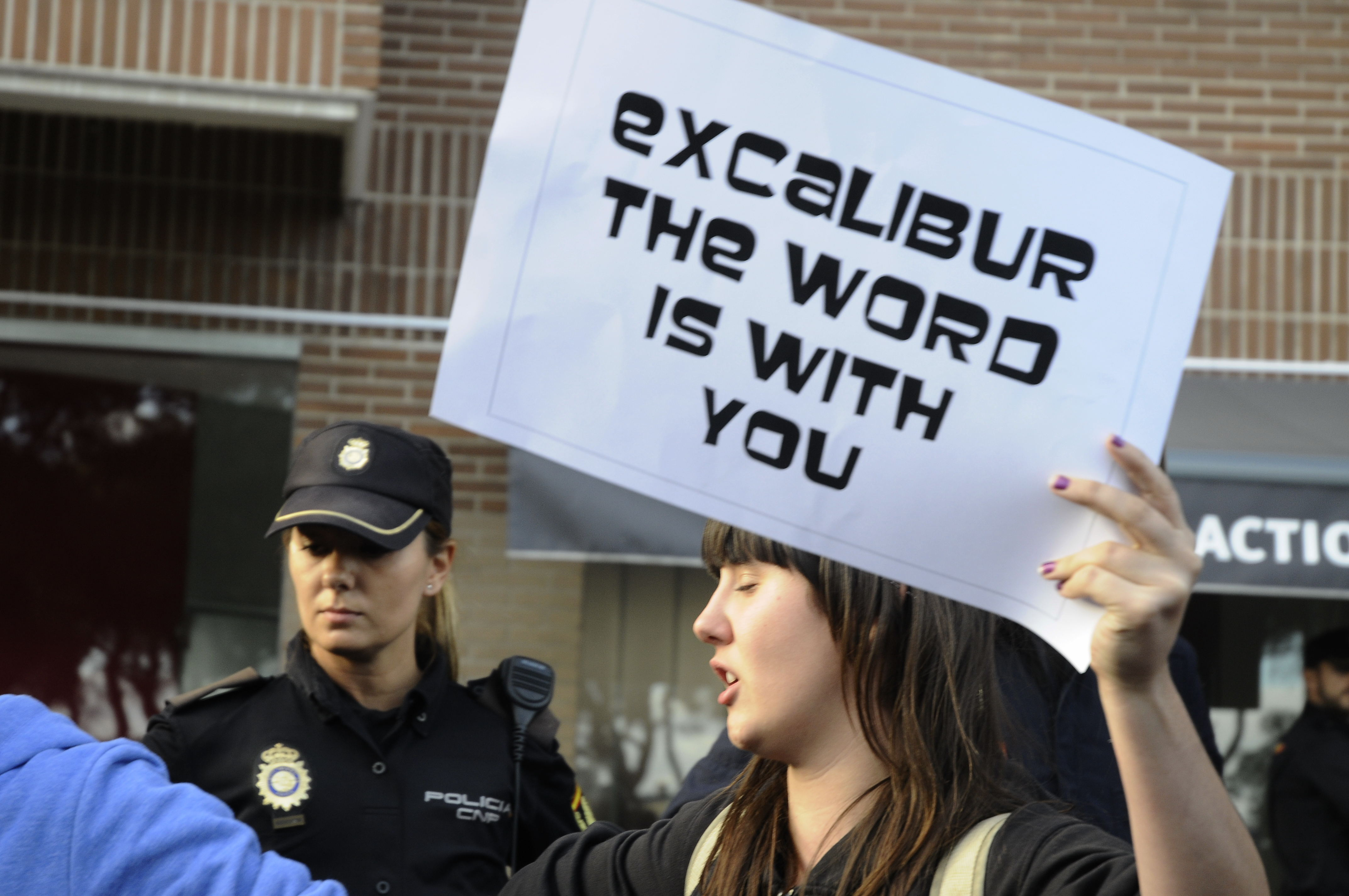
Protestas en contra del sacrificio de Excalibur en Alcorcón.

El 8 de octubre, el jefe de Medicina Interna del Hospital Universitario La Paz, Germán Ramírez, aseguró que la propia paciente le dijo que era posible que el contagio se hubiera producido al quitarse el traje de bioseguridad, ya que la auxiliar de enfermería «ha comunicado la posibilidad de que pudiera haber habido un contacto al retirarse los guantes y que hubieran podido contactar con la cara». Asimismo se conoció que el médico de cabecera de la contagiada le comunicó que tenía la gripe y que el Hospital Carlos III mantuvo contacto telefónico con su trabajadora durante cinco días sabiendo que presentaba cuadro febril, pero no valoró la posibilidad de un contagio del virus del Ébola. Dos peluqueras que depilaron a la auxiliar de enfermería cuando presentaba síntomas de contagio fueron mantenidas en observación, junto con 84 personas en seguimiento activo.
A pesar de las concentraciones del Partido Animalista Contra el Maltrato Animal y animalistas, el perro de la contagiada, de nombre Excalibur, fue sacrificado en la tarde del miércoles por las autoridades madrileñas, que se ampararon en la ratificación del Juzgado de lo Contencioso-Administrativo número 2 de Madrid. El presidente del Gobierno, Mariano Rajoy, aseguró que las autoridades de la Unión Europea aplauden la gestión española de la crisis vírica y apoyó públicamente a la ministra de Sanidad, Ana Mato. A pesar de la hipótesis del contagio por un mal uso de los guantes, la Fiscalía de Madrid abrió diligencias para esclarecer las circunstancias del contagio. La Consejería de Sanidad de la Comunidad de Madrid contrató a una empresa de desinfección para que comenzara la noche del día 8 la limpieza del box en el que estuvo la contagiada en el Hospital de Alcorcón.
El 9 de octubre, el estado de salud de la auxiliar de enfermería contagiada empeoró, llegando a necesitar intubación y teniendo que superar un fallo respiratorio, según aseguró su propio hermano. Se conoció que los catorce médicos que la atienden probarán otro tratamiento con la paciente. El consejero de Sanidad de la Comunidad de Madrid, Javier Rodríguez, detalló, en una intervención ante la Asamblea de Madrid, que María Teresa Romero está en una situación «muy crítica» y el presidente de la Comunidad de Madrid, Ignacio González, dijo que la vida de la contagiada «está en grave peligro». El número de personas en observación en el Hospital Carlos III aumentó a ocho y el número de ciudadanos bajo seguimiento activo a 84. Los nuevos ingresados voluntariamente en observación fueron dos doctores del Hospital de Alcorcón, un enfermero y un facultativo y fueron dados de alta un auxiliar de enfermería que atendió a la contagiada y el ingeniero español que llegó de Nigeria con cuadro febril. Uno de los médicos de Alcorcón en observación denunció los fallos reiterados en el protocolo de seguridad.
Ese mismo día, se dieron a conocer varias reacciones en el campo político. El Partido Popular, partido del gobierno, anunció que no cree que haya habido una «relajación» con el protocolo, sino una mala actuación de la auxiliar de enfermería. Asimismo, el portavoz del Grupo Parlamentario Socialista en el Congreso de los Diputados, Antonio Hernando, pidió al presidente Rajoy que presida él el comité de crisis y no la ministra Mato. Justificó esta petición por la «alarma social» y para «mejorar la coordinación, organización e información».
En los días posteriores, se confirmó una «leve mejoría» de la contagiada. Marta Arsuaga, miembro del equipo médico del Carlos III, aseguró que Teresa «está estable» y que, durante el tratamiento, ha recibido varias infusiones de plasma de la hermana Paciencia Melgar y de otra religiosa de la misma congregación. Asimismo, tranquilizó a la población, porque según la doctora, «es mucho más contagiosa la gripe o la hepatitis» que el ébola.
El 15 de octubre, la contagiada pudo hablar con su marido, que sigue ingresado en el hospital. La portavoz de la familia explicó que tiene «lagunas» y no se acuerda de «muchas cosas». Según aseguró la ministra de Sanidad, Ana Mato, la paciente se encuentra estable dentro de la gravedad.
El 16 de octubre, el portavoz del Comité especial para el ébola convocado por el Gobierno, Fernando Simón, informó que una de las 68 personas que habían estado en contacto con la auxiliar de enfermería desarrolló un cuadro febril esa misma mañana y fue ingresado «inmediatamente» en las instalaciones del Hospital Carlos III. Simón también comunicó que Teresa Romero tiene menor carga vírica y que los órganos que tenía afectados «parece que van mejorando». Respecto a los 15 ingresados en cuarentena por alto riesgo, dijo que se encontraban asintomáticos. También se dio a conocer que un misionero que llegó el 11 de octubre desde Liberia fue ingresado en el mismo complejo hospitalario, ya que superaba la temperatura establecida en el protocolo (37,6 °C).
El 19 de octubre, la auxiliar de enfermería del Hospital Carlos III, Romero dio negativo —cero carga viral— en la prueba PCR. Tras esta primera prueba y a la espera de la segunda de confirmación, se ratifica por primera vez en 13 días que no existe ninguna persona afectada por ébola en todo el territorio español.
El 21 de octubre, el equipo médico del Hospital Carlos III comunicó que las cuatro PCR realizadas a Teresa Romero han dado negativo, confirmando que no existe en su cuerpo patógeno alguno. Los médicos comunicaron que «se cumplen los criterios de curación de la OMS». El 1 de noviembre fue formalmente dada de alta y abandonó el aislamiento.

### Alertas en el aeropuerto de Barajas y Tenerife
El 16 de octubre, se activó en el Aeropuerto Adolfo Suárez Madrid-Barajas el protocolo de emergencia por posible caso de ébola. Un pasajero que efectuaba el trayecto París-Madrid en un avión de Air France sintió, durante el transcurso del viaje, dolor de cabeza, temblores y malestar general, lo que hizo que la tripulación avisara inmediatamente a las autoridades sanitarias españolas. El hombre voló a París desde Lagos, en Nigeria, una de las zonas de contagio en África Occidental.
Según afirmaba Aena, el piloto del avión alertó de la situación a las autoridades del aeropuerto madrileño, que activaron el protocolo sanitario. Como consecuencia, el vuelo fue aterrizado, se desembarcó al resto del pasaje y un médico del servicio de Sanidad Exterior examinó al posible contagiado. De acuerdo con el protocolo, el hombre fue trasladado al Hospital Carlos III, donde permanecerá aislado y se le realizarán las pruebas pertinentes. El avión salió desde el Aeropuerto de París-Charles de Gaulle a las 9:35 horas de la mañana y aterrizó en Barajas a las 11:30 horas.
Asimismo, las autoridades tinerfeñas activaron también el protocolo de emergencia tras el ingreso de un cooperante de Cruz Roja que llegó de Sierra Leona el 12 de octubre y que se encontraba con fiebre. El sanitario estuvo en contacto directo con pacientes de ébola en el país africano. Fue ingresado en el Hospital Universitario Nuestra Señora de Candelaria, junto con su hijo y su mujer. Estos últimos fueron también ingresados por precaución.

### Repatriación de una cooperante de MSF
El 20 de noviembre, el gobierno español anunció la repatriación de una médica cooperante de Médicos Sin Fronteras (MSF) en Bamako, Malí. La médica se pinchó accidentalmente con la aguja con la que ponía una inyección a un enfermo de ébola, ante la posibilidad de contagio con la enfermedad se determinó su repatriación por prevención. Como en los casos anteriores, fue ingresada y puesta en cuarentena en el Hospital Carlos III de Madrid. A 1 de diciembre, no presentaba síntomas de contagio por ébola.